# Charles McLaren, 3. Baron Aberconway

Wappen des Baron Aberconway

Charles Melville McLaren, 3. Baron Aberconway, JP (* 16. April 1913; † 4. Februar 2003) war ein britischer Industrieller, Gärtner, Peer und Politiker der Conservative Party.

## Leben und Karriere
McLaren wurde am 16. April 1913 als Sohn von Henry McLaren, 2. Baron Aberconway und Christabel Macnaghten geboren.
Er besuchte das Eton College und das New College und wurde Barrister der Anwaltskammer Middle Temple.
Als junger Mann wurde er Direktor von John Brown & Company, dem Aufsichtsrat (Board) saß sein Vater vor. Wegen dieser Verbindung nahm er 1939 an einem geheimen, inoffiziellen Treffen von britischen Industriellen mit Hermann Göring auf Sylt teil. Das Treffen wurde von Edward Frederick Lindley Wood, 1. Earl of Halifax autorisiert und war als letzter Versuch der Verhinderung eines deutschen Überfalls auf Polen durch Zugeständnisse gedacht. Dies erwies sich als Fehlschlag und McLaren hielt das Treffen bis 2000 geheim. 
Während des Zweiten Weltkrieges trat er in die Royal Artillery ein und wurde Second Lieutenant.
Nach dem Krieg nahm er eine aktivere Rolle in den Konzernen der Familie ein, er bereitete sich auf die Nachfolge seines Vaters vor. Er war auch Direktor von Westland Aircraft von 1947 bis 1985.
1946 wurde er Friedensrichter für Denbighshire und 1950 High Sheriff von Denbighshire.
1953 erbte er den Titel seines Vaters, den Vorsitz von John Brown und English China Clays, sowie verschiedene andere Positionen in der Industrie. Den Vorsitz führte er bis 1986 bzw. 1984. Trotz seiner Verpflichtungen in der Firmenleitung zeigte McLaren auch ein großes Interesse am Gartenbau. Neben der Instandhaltung des Bodnant Garden der Familie war er auch von 1961 bis 1983 Präsident der Royal Horticultural Society und überwachte die Verwaltung der Chelsea Flower Show. Seine jährliche Beteuerung wurde berühmt: „Ich denke ich kann sagen, ohne Angst vor Widerspruch, dass dies die schönste Chelsea Flower Show aller Zeiten ist.“
Er schrieb wiederholt bemerkenswerte Leserbriefe an die Times.

## Mitgliedschaft im House of Lords
Mit dem Titel des Baron Aberconway erbte er auch den damals damit verbundenen Sitz im House of Lords. Dort saß er als Mitglied der Conservative Party. Seine Antrittsrede hielt er am 2. Dezember 1980. Später meldete er sich nicht wieder zu Wort. 
An Sitzungen nahm er selten teil. In der Sitzungsperiode 1997 bis 1998 war er komplett abwesend.
Seinen Sitz verlor McLaren durch den House of Lords Act 1999.

## Familie und Tod
McLaren heiratete am 6. Dezember 1941 Deirdre Knewstub, die jüngste Tochter von John Knewstub. Sie hatten zusammen drei Kinder, davon zwei Töchter und einen Sohn. 1949 ließen sie sich scheiden und er heiratete noch im gleichen Jahr (15. Oktober) Ann Bullard (née Aymer), die frühere Ehefrau von Maj Robert Lee Bullard III. Zusammen hatten sie einen Sohn. Dieser ist Manager des Bodnant Garden.
Er starb am 4. Februar 2003 im Alter von 89 Jahren. Seinen Titel erbte sein älterer Sohn als Charles McLaren, 4. Baron Aberconway (* 1948).